# Шевчук Олег Васильович
Оле́г Васи́льович Шевчу́к — полковник Збройних сил України, учасник російсько-української війни, що відзначився під час російського вторгнення в Україну в 2022 році. Командир 43-ї окремої артилерійської бригади імені гетьмана Тараса Трясила

## Біографія
Народився на території Російської РСР. Батько служив у радянській армії на території РРФСР, де й народилися Олег Шевчук та його сестра.
1993 року склав присягу на вірність народу України. У 2020—2023 року камандував 43-ою окремою артилерійською бригадою (в/ч 1499), розквартированою у м. Пирятині на Полтавщині.
Андрій Кобзар, артилерист, ветеран: На момент вторгнення 43-тя бригада не мала артрозвідки, авіакрила, все розігнали і не відновили. Був страшний провал. Комбриг не готувався і не чухався.
З початком повномасшатбного російського вторгнення в Україну з 24 лютого 2022 року командував разом із начальником штабу бригади, полковником Сергієм Огеренком, розгортанням сил 43-ої окремої артилерійської бригади з оборони Києва.

## Нагороди
- орден «Богдана Хмельницького» III ступеня (2022) — за особисту мужність і самовіддані дії, виявлені у захисті державного суверенітету та територіальної цілісності України, вірність військовій присязі[6].